# Забаровка (Чернигов)
Забаровка (укр. Забарівка) — исторически сложившаяся местность (район) Чернигова, расположена на территории Новозаводского административного района.

## История
Хутор возник в 19 веке. Согласно Ю. Виноградскому, «название связано с фамилией Заборовский». Также именовался как Неаполитанский хутор. 
Согласно справочнику «Українська РСР. Административно-теріторіальний поділ на 01 січня 1972 року» посёлок числился в составе Котовского сельсовета.
В связи с массовыми индивидуальным жилищным строительством в Чернигове в послевоенные годы граница города приблизилась к Забаровке.
В декабре 1973 году посёлок Забаровка Черниговского района был включён в состав города, без сохранения статуса. На 1973 год здесь проживало 82 человека. После присоединения к Чернигову, здесь были проложены 6 улиц, наряду с усадебной застройкой появился посёлок нефтяников. 

## География
Район Забаровка расположен в северо-западной периферийной части Чернигова — северо-западнее Прорезной улицы до административной границы Черниговского горсовета с Черниговским районом. Застройка района усадебная (частные дома) и малоэтажная жилая (2-этажные дома), частично многоэтажная (5-9-этажные дома). В западной части Забаровки внутри усадебной застройки расположены зеленые насаждения общего пользования — лесной массив Забаровка. Между застройкой улицы Комко (два участка) и переулка Нефтяников расположен ручей, впадающий в Белоус, с прудом.
На севере к району примыкает поле, юге — лес, западе — лес, востоке — жилой массив Масаны. 
Нет предприятий. 
По улице Красносельского между домами № 18 и 20 (окраине Забаровки) расположен памятник истории местного значения «Братская могила 15 советских солдат, которые погибли при освобождении села Забаровка от фашистов осенью 1943 года» (1943, 1973) под охранным № 69, с охранной зоной.

### Улицы
После вхождения Забаровки в черту города Чернигова улицы получили названия.
Улицы: Владимира Неговского, Генерала Батюка, Геологическая, Комка, Красносельского, Нефтяников, Прорезная; переулок Нефтяников.
|                            |                            |                                       | |
| улица Нефтяников (№№ 1, 3) | улица Нефтяников (№№ 5-17) | Геологическая улица (№№ 51-63, 44-52) | Прорезная улица                                                                                                   |
|                            |                            |                                       | |
| улица Красносельского      | улица Генерала Батюка      | пруд безымянного ручья (улица Комко)  | Братская могила 15 советских солдат, которые погибли при освобождении села Забаровка от фашистов осенью 1943 года |

## Социальная сфера
Нет детских садов, школ. Есть продовольственный магазин. 

## Транспорт
- Троллейбус: нет
- Автобус: маршруты 15

По улице Красносельского и Нефтяников проходит единственный маршрут, связывающий район с улицей Савчука и центральным парком культуры и отдыха; проходит по улице Любечской и проспекту Победы.